# عملية غرافام
كانت عملية غرافام (بالإنجليزية Operation Graffham) خداعاً عسكرياً نَفَذهَ الحُلفاء خلال الحرب العالمية الثانية. وشَكَلّت جزءاً من عملية الحارس الشخصي، وهي عملية خداع استراتيجي واسعة النطاق صُمِمَت للتغطية على غزو الحلفاء المُرتقب للنورماندي. قَدَمّت العملية الدعم السياسي لعملية الثبات الشمالية كمؤزاوة لعمليات خداعها البصري واللاسلكي. شَكَلت هاتان العمَليتان معاً تهديداً شكلياً بغزو النرويج خلال صيف عام 1944.
بدأ البريطانيون بتخطيط وتنفيذ العملية في فبراير 1944. دون مُشاركة أمريكية على نقيض العمليات الأخرى للحارس الشخصي. وكان هدف العملية إقناع الاستخبارات الألمانية أن الحلفاء يبنون بكثافة علاقات سياسية مع السويد، استعداداً لغزو مُرتقب للنرويج. وقد تضمنت العملية اجتماعات بين العديد من المسؤولين البريطانيين والسويديين، فضلاً عن شراء سندات المال النرويجية واستخدام عُملاء مزدوجين لنشر الشائعات. كانت السويد تُحافظ على موقف مُحايد خلال الحرب، وكان من المَأمُول فيه أنه إذا اقتنعت الحكومة السويدية بغزو الحلفاء للنرويج قريباً، فإن ذلك سيتسرب إلى الاستخبارات الألمانية.
كان تأثير جرافام محدوداً. حيث وافقت الحكومة السويدية على عدد قليل من التنازلات المطلوبة خلال الاجتماعات، وقِلَّة من مسؤوليها رفيعي المستوى كانوا مقتنعين بأن الحلفاء سيغزون النرويج. في العموم، فإن تأثير عمليتى غرافام والثبات الشمالية على الإستراتيجية الألمانية في الدول الاسكندنافية هو محل خلاف.

## خلفية تاريخية
المقال الرئيسى: عملية الحارس الشخصي
شكّلت عملية غرافام جزءاً من عملية «الحارس الشخصي»، وهي عملية خداع عسكري استراتيجي واسع هَدَفَت إلى تشتيت قيادة المحور العليا بشأن نوايا الحلفاء خلال الفترة التي سَبَقت عمليات الإنزال في نورماندي. كانت عملية الثبات الشمالية إحدى العناصر الرئيسية للحارس الشخصي، والتي روّجت لتهديد زائف بغزو النرويج من خلال الاتصالات اللاسلكية والخداع البصري. وأوهَمَت الألمان، وخاصةً أدولف هتلر، بالاعتقاد أن النرويج كانت هدفًا أساسيًا للحلفاء (على الرغم من أنهم كانوا قد فكروا في هذا الخيار ورفضوه في وقت سابق).
كان الحلفاء قد استخدموا عدة عمليات خداع ضد المنطقة (على سبيل المثال عملية القاسِ "Hardboiled" في عام 1942 وعملية الشريط في عام 1943). ونتيجة لذلك، كان جون بيفان، مدير قسم مراقبة لندن (LCS) والمُكلَف بالتخطيط العام للحارس الشخصي، قلقاً من أن الخداع البصري/اللاسلكي لن يكون كافياً لخلق تهديد معقول.
ولذلك اقترح عملية خداع سياسي تهدف إلى إقناع الحكومة السويدية بنية الحلفاء غزو النرويج. وخلال الحرب، كانت السويد تحافظ على الحياد، وكان لها علاقات مع دول المحور ودول الحلفاء على حد سواء. ولذلك كان من المفترض أنه إذا ظنت السويد في حدوث تهديد وشيك للنرويج، فإن ذلك سيتسرب إلى الاستخبارات الألمانية. وقد اعتُبرت غرافام امتدادًا للضغط القائم الذي كان الحلفاء يركزونه على السويد لإنهاء موقفها المحايد، ومن الأمثلة على ذلك طلبات إنهاء تصدير محامل الكرات «رولمان بلي» (إحدى المكونات الهامة في صناعة المُعدات العسكرية) إلى ألمانيا. كان بيفان يأمل في إقناع الألمان بشكل أكبر بأن السويد تستعد للانضمام إلى دول الحلفاء من خلال زيادة هذا الضغط بطلبات مزيفة إضافية.

## تخطيط العملية
اقترح مكتب مراقبة لندن في 3 فبراير 1944، خطة «لدفع العدو للاعتقاد بأننا نستَحث دعماً سويدياً للعمليات البريطانية والروسية المرتقبة ضد شمال النرويج خلال ربيع هذا العام». وحصل القسم على الموافقة للمُضي قُدُماً في العملية في 10 فبراير 1944. سوف تكون عملية بريطانية بالكامل دون مشاركة أمريكية (على النقيض من مهام عملية الحارس الشخصي الأخرى). وبناءً على توصيات رؤساء الأركان، حدد قسم مراقبة لندن سبع طلبات لتقديمها إلى الحكومة السويدية:
1 - السماح بمرور طائرات الحلفاء عبر المجال الجوي السويدي، بما يضمن الإذن لها بالهبوط في حالات الطوارئ
2 - السماح باستخدام منشآت الصيانة في المطارات السويدية لمدة تصل إلى 48 ساعة
3 - الإذن بالاستطلاع الجوى من خلال المجال الجوي السويدي
4 - التعاون بين خبراء النقل البريطانيين والسويديين لتنظيم نقل المعدات عبر السويد بعد الانسحاب الألماني
5 - الإذن للعقيد هـ. ف. ثورنتون (الملحق العسكري السابق بالسويد) بمقابلة مسؤولين سويديين
6 - الاتفاق على شراء الحكومة البريطانية لسندات المال النرويجية
7- إتاحة حركة اتصالات لاسلكية زائفة بين البلدين وإتاحة الخيار للمنفيين النرويجيين للانتقال من بريطانيا إلى السويد
وقد تقرر إسقاط طلبات الإذن بالهبوط في المطارات السويدية وتلك المتعلقة بالمنفيين النرويجيين، بعد عدة مناقشات. وابتكر قسم مراقبة لندن خطة لتقديم الطلبات على مراحل بدلاً من تقديمها مرة واحدة. يحيث سيُقيِم مبعوثون مُختلِفون علاقات مع الحكومة السويدية ويُقدموا تلك الطلبات على مدى فترة زمنية.

## العملية

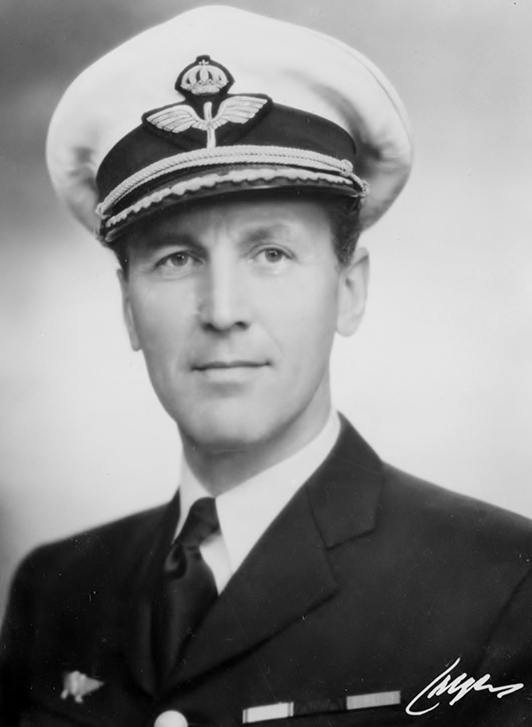
الجنرال بنغت نوردنسيكولد قائد القوات الجوية الملكية السويدية 1942-1954

بدأت المرحلة الأولى من غرافام في مارس وأبريل عام 1944. باستدعاء السفير البريطاني إلى السويد، السير فيكتور ماليت، إلى لندن لإطلاعه على العملية. وفي 25 مارس، نقل وولف شميت، عميل مزدوج يحمل الاسم الرمزي تايت، رسالة إلى مسؤوليه مُفسراً فيها أن ماليت كان يتلقى تعليمات في بريطانيا، وأنه سيعود إلى السويد «لإجراء مفاوضات هامة».
سافر ماليت إلى ستوكهولم في الرابع من أبريل حيث التقى وكيل وزارة الخارجية السويدية، إريك بوهيمان. وخلال اللقاء قدم مقترحات بشأن الاستطلاع الجوى البريطاني والتعاون في عمليات النقل. رفضت الحكومة السويدية المقترح الأول ولكنها وافقت على الأخير. ومع ذلك، أشار بوهيمان سراً إلى أن القوات الجوية السويدية لن تطارد طائرات الحلفاء في مجال السويد الجوي، كما أن قيود التعاون في مجال النقل تعني أنها لن تكون ذات فائدة تذكر للبريطانيين.
كانت هذه بداية غير مُشجعة للعملية ولكن على الرغم من ذلك، قرر قسم مراقبة لندن المُضى قُدُماً في عملية الخداع. حيث صُدقَ على رحلة العقيد ثورنتون وسافر إلى ستوكهولم في نهاية أبريل. وقضى أسبوعين في السويد، واجتمع مع الجنرال بنغت نوردنسكيولد، قائد القوات الجوية الملكية السويدية. وعُومل اجتماعهما بمنتهى السرية على أمل أن يؤكد ذلك على أهميته. مما كان له تأثيراً منشوداً؛ فقد سجل رئيس شرطة مُناصر لألمانيا محادثات ثورنتون وأرسلها إلى ألمانيا. وعلى الرغم من انحياز نوردنسكيولد إلى الحلفاء، إلا أن المعلومات الدقيقة التي أعطاها لثورنتون كانت غير كافية. وبالرغم من اقتناعه بنية الحلفاء غزو النرويج، إلا أنه احتفظ لنفسه هذه القناعة، خلافاً لآمال الحلفاء. وعاد ثورنتون إلى إنجلترا في 30 أبريل.
وبالتماشى على هذا النهج، بدأت الحكومة البريطانية شراء سندات المال النرويجية. واستُبدلَت هذه العملية بعملية "عملية السلسلة الملوكية" في يونيو 1944، وهي خداع سياسي موسع استهدف إسبانيا وتركيا أيضاً.

## تأثير العملية
في العموم بدا أن العملية لم تُلبي سوى عدد قليل من أهدافها الأولية. فقد أدى النهج السياسي إلى جدل متزايد بين المستويات الأقل شأناً من المسئولين السويديين فيما يتعلق بإمكانية حدوث غزو في النرويج. ومع ذلك، فشل في إقناع المستويات العُليا في الحكومة (باستثناء نوردنسكيولد، الذي لم يَبُح بأفكاره لأى أحد). حتى شراء سندات المال النرويجية مَرَ دون اهتمام. حيث كان الاعتقاد السائد داخل الحكومة السويدية هو أن أي غزو للنرويج ما هو إلا تضليلاً، وأن بر أوروبا الرئيسي سيكون دائماً الهدف الأولي للحلفاء. صورت غرافام كوسيلة لتعزيز أهداف عملية الثبات الشمالية، وعموماً كان هذا الجزء من الخطة ناجحاً. وأظهرت الوثائق الألمانية، التي ضُبطت بعد الحرب، أنه على الرغم من أن الألمان لم يصدقوا أن النرويج هي الهدف الرئيسي للغزو، إلا أنهم اعتبروا وحدات عملية الثبات الشمالية قادرة على القيام بهجوم مُخادع. وكنتيجة لهذا التضليل، وُضعَت القوات الألمانية في الدول الاسكندنافية في حالة تأهب قُصوى ولم تُنقل جنوباً لتعزيز الجبهة الفرنسية. إن مدى تأثير كلا من جرافام والثبات الشمالية على الإستراتيجية الألمانية في الدول الإسكندنافية موضع خلاف، حيث يحتج بعض المؤرخين بأن العدو بلغه جزء بسيط من مظاهر خداع كلتا العمليتين. في حين يجادل آخرون بأن وجود وحدات وهمية في اسكتلندا ساعد في تأكيد مخاوف الألمان من حدوث هجوم مُضلل في المنطقة.